# Pierre W. Feit
Pierre Willibrord Feit (* 1941) ist ein deutscher Hautboist und emeritierter Musikprofessor.

## Leben
Er studierte an der Musikhochschule in Saarbrücken und von 1962 bis 1964 an der Folkwang-Schule in Essen, wo er das Konzertexamen für Oboe ablegte, und wurde Solo-Oboist beim Philharmonischen Orchester Essen. 1963 erhielt er den Folkwangpreis. Seit April 1968 war er Hochschullehrer an der Folkwang-Schule, zunächst in einem Lehrauftrag, von 1972 bis 1974 als Dozent und ab März 1974 als Professor für Oboe. Er trat mit dem 31. Juli 2006 in den Ruhestand.

## Diskografie (Auswahl)
- Werke für Oboe von Vivaldi, Telemann, Scarlatti, Gabrieli, Behrend, Abel. Concerto Amsterdam, Jaap Schröder. bellaphon 63 23 187, 1972/80
- Oboenkonzerte. Bamberger Sinfoniker, Martin Turnovski. 1990. Aulos AUL 66030, Schwann 313852, als CD 1993
- Wolfgang Amadeus Mozart: Konzert für Oboe und Orchester C-dur. KV 285d (KV 314). Wiener Kammerorchester, Philippe Entremont. Schwann Musica Mundi CD 11002, 1985
- Günther Becker: Ferrophonie. Günther Becker (Dirigent), Pierre W. Feit (Oboe), Mirko Dorner (Cello), Alfred Alinks (Schlagwerk), Dirk Reith (Elektronica). Cybele SACD 960.401, Oktober 2006
- Concert Music for Guitar and Mandolin Orchestra. Pierre W. Feit (Oboe), Fidium Concentus